# Okręg wyborczy Whitchurch
Okręg wyborczy Whitchurch powstał w 1586 r. i wysyłał do angielskiej, a następnie brytyjskiej, Izby Gmin dwóch deputowanych. Okręg położony był w hrabstwie Hampshire. Został zlikwidowany w 1832 r.

## Deputowani do brytyjskiej Izby Gmin z okręgu Whitchurch

### Deputowani w latach 1586-1660
- 1604–1614: Richard Pawlett
- 1604–1611: Thomas Brookes
- 1614: Edward Barrett
- 1621–1622: Thomas Jervoise
- 1621–1622: Robert Oxenbridge
- 1640–1653: Thomas Jervoise
- 1640–1645: Robert Jervoise
- 1645–1653: Thomas Hussey
- 1659: Henry Vane Młodszy
- 1659: Robert Reynolds

### Deputowani w latach 1660–1832
- 1660–1660: Robert Wallop
- 1660–1679: Giles Hungerford
- 1660–1674: Henry Wallop
- 1674–1685: Richard Ayliffe
- 1679–1692: Henry Wallop
- 1685–1701: lord James Russell
- 1692–1698: Christopher Stokes
- 1698–1708: Richard Wollaston
- 1701–1708: John Shrimpton
- 1708–1708: Frederick Tylney
- 1708–1708: Charles Wither
- 1708–1708: Thomas Lewis
- 1708–1708: Frederick Tylney
- 1708–1710: Richard Wollaston
- 1708–1710: George Brydges
- 1710–1715: Frederick Tylney
- 1710–1721: Thomas Vernon
- 1715–1722: George Carpenter
- 1721–1721: Frederick Tylney
- 1721–1735: John Conduitt, wigowie
- 1722–1727: Thomas Vernon
- 1727–1727: Thomas Farrington
- 1727–1734: John Selwyn
- 1734–1751: John Selwyn
- 1735–1741: John Mordaunt, wigowie
- 1741–1742: John Wallop
- 1742–1743: William Sloper
- 1743–1743: Charles Clarke
- 1743–1747: Thomas Wentworth
- 1747–1754: Charles Wallop
- 1751–1754: lord Robert Bertie
- 1754–1757: William Powlett
- 1754–1783: Thomas Townshend, wigowie
- 1757–1768: George Jennings
- 1768–1774: Henry Wallop
- 1774–1800: George Brodrick, 4. wicehrabia Middleton
- 1783–1790: William Selwyn
- 1790–1796: John Townshend
- 1796–1818: William Brodrick
- 1800–1816: William Augustus Townshend
- 1816–1826: Horatio George Powys Townshend, torysi
- 1818–1832: Samuel Scott, torysi
- 1826–1831: John Townshend, torysi
- 1831–1832: Horatio George Powys Townshend, torysi